# Bihter - A Forbidden Passion
Bihter - A Forbidden Passion è un film del 2023 diretto da Caner Alper e Mehmet Binay, tratto dall'omonimo romanzo di Halit Ziya Usakligil.

## Trama
Negli Anni '20 per sfuggire alle etichette imposte dalla società, la giovane Bihter sposa il ricco e anziano Adnan. Ma finirà per cedere alla passione con Behlül, il nipote di Adnan.

## Distribuzione
Il film è stato distribuito sulla piattaforma Amazon Prime Video il 16 novembre 2023.